# Уніря (Келераш)
Уніря (рум. Unirea) — село у повіті Келераш в Румунії. Входить до складу комуни Уніря.
Село розташоване на відстані 121 км на схід від Бухареста, 22 км на схід від Келераші, 83 км на захід від Констанци, 134 км на південь від Галаца.

## Населення
За даними перепису населення 2002 року у селі проживали 2476 осіб, з них 2472 особи (99,8%) румунів. Рідною мовою 2472 особи (99,8%) назвали румунську.